# Galatas (Trizinia-Methana)
Galatas (griechisch Γαλατάς (m. sg.) ‚Milchhändler‘) ist ein Ort an der Ostküste des Peloponnes an dem Saronischen Golf gegenüber den Inseln Poros und Kalavria in Griechenland. Galatas selbst hat 2195 Einwohner und ist Hauptort und Sitz der Gemeinde Trizinia-Methana; zusammen mit drei kleineren Siedlungen mit jeweils wenigen Dutzend Einwohnern bildet es zugleich einen Stadtbezirk (Dimotiki Kinotita Δημοτική Κοινότητα) von Trizinia-Methana.
Galatas ist umgeben von Zitronenhainen und hat zahlreiche Geschäfte und Tavernen. In dem Hafen legen die kleinen Fähren und Boote zur Insel Poros ab. Nördlich des Ortes liegen die Kuppelgräber bei Galatas.
Früher verkauften dort die Ziegenhirten Milch und Käse. Ihre Herden weideten in der Umgebung und auf dem Aderes-/Tembeleni-Bergzug.
Von Galatas hat man eine gute Aussicht auf die Insel Poros, die vom Festland nur durch eine schmale Meerenge getrennt ist. In antiker Zeit lag zwischen Galatas und Poros ein Sumpf.